# Javel - André Citroën (métro de Paris)
Pour les articles homonymes, voir Javel.
Ne doit pas être confondu avec Gare de Javel.
Javel - André Citroën  est une station de la ligne 10 du métro de Paris, située dans le 15e arrondissement de Paris.

## Situation
La station est établie sous l'extrémité occidentale de l'avenue Émile-Zola, au sein du quartier de Javel, à proximité de la Seine qui marque la limite administrative avec le 16e arrondissement (au niveau du quartier d'Auteuil). En direction de Boulogne - Pont de Saint-Cloud, il s'agit de la dernière station à disposition classique de la ligne ; elle précède la boucle d'Auteuil, de laquelle elle est séparée par une traversée sous la Seine. Orientée selon un axe est-ouest, elle s'intercale entre Mirabeau (depuis Boulogne) ou Église d'Auteuil (vers Boulogne) d'une part et la station Charles Michels d'autre part.

## Histoire
La station est ouverte le 30 septembre 1913 avec la mise en service du premier prolongement de la ligne 8, depuis Beaugrenelle (actuelle station Charles Michels) jusqu'à Porte d'Auteuil.
Elle doit sa dénomination initiale de Javel à son implantation au nord-ouest du quartier de Javel, lequel fait référence à un ancien hameau qui a également donné son nom à la fabrique d'hypochlorite de sodium — vendue sous le nom d'eau de Javel — qui s'y trouvait au XVIIIe siècle.
Dans la nuit du 26 au 27 juillet 1937, la station est transférée à la ligne 10 à la suite du remaniement des lignes 8, 10 et de l'ancienne ligne 14 (devenue une partie de l'actuelle ligne 13 en 1976), tandis que la ligne 8 est redirigée en parallèle vers son terminus actuel de Balard depuis La Motte-Picquet - Grenelle. Le service entre Porte d'Auteuil et Jussieu n'est toutefois assuré que deux jours plus tard, le 29 juillet suivant, se limitant dans un premier temps à La Motte-Picquet - Grenelle à l'est.
Le 8 juin 1959, la station est rebaptisée Javel - André Citroën, un an après le renommage du quai André-Citroën en hommage à André Citroën (1878-1935), ingénieur polytechnicien français, pionnier de la construction automobile et fondateur de l'empire industriel automobile de même nom en 1919.
Jusque dans le courant des années 2000, une exposition mise en place sur les quais présente la vie et l'entreprise d'André Citroën au travers de pancartes et de photographies disposées sur les piédroits, tandis que les sièges reprennent les couleurs du célèbre logo à chevrons, inspiré des engrenages fabriqués en 1905. Cette décoration est déposée à la suite de la rénovation de la station, effectuée par la RATP dans le cadre du programme « Renouveau du métro ».
En juin 2018, la station retrouve une exposition consacrée à la marque Citroën, intégrant notamment une frise chronologique retraçant son histoire ainsi que des écrans tactiles permettant aux voyageurs d'accéder à son site Internet directement sur les quais.

### Fréquentation
Selon les estimations de la RATP, la station a vu entrer 2 969 444 voyageurs en 2019, ce qui la place à la 177e position des stations de métro pour sa fréquentation sur 302,. En 2020, avec la crise du Covid-19, son trafic annuel tombe à 1 331 833 voyageurs, la reléguant alors au 194e rang, avant de remonter progressivement en 2021 avec 1 589 561 entrants comptabilisés, ce qui la rétrograde cependant à la 222e position des stations du réseau pour sa fréquentation cette année-là.

## Services aux voyageurs

### Accès
La station dispose de trois bouches de métro, dont deux entrées et une sortie secondaire, établies de part et d'autre de l'avenue Émile-Zola :
- l'accès no 1 « Quai André-Citroën », constitué d'un escalier fixe orné d'un des rares candélabre Val d'Osne du réseau ainsi que d'une balustrade de style Dervaux, débouchant à proximité de l'angle de l'avenue avec le quai André-Citroën ;
- l'accès no 2 « Rue de la Convention », également constitué d'un escalier fixe et agrémenté d'un entourage de type Dervaux, se trouvant au droit du no 2 de l'avenue ;
- l'accès no 3 « Avenue Émile-Zola », constitué d'un escalier mécanique montant permettant uniquement la sortie depuis le quai en direction de Boulogne - Pont de Saint-Cloud, se situant sur la contre-allée du trottoir impair de l'avenue, face au no 15.

Accès à la station
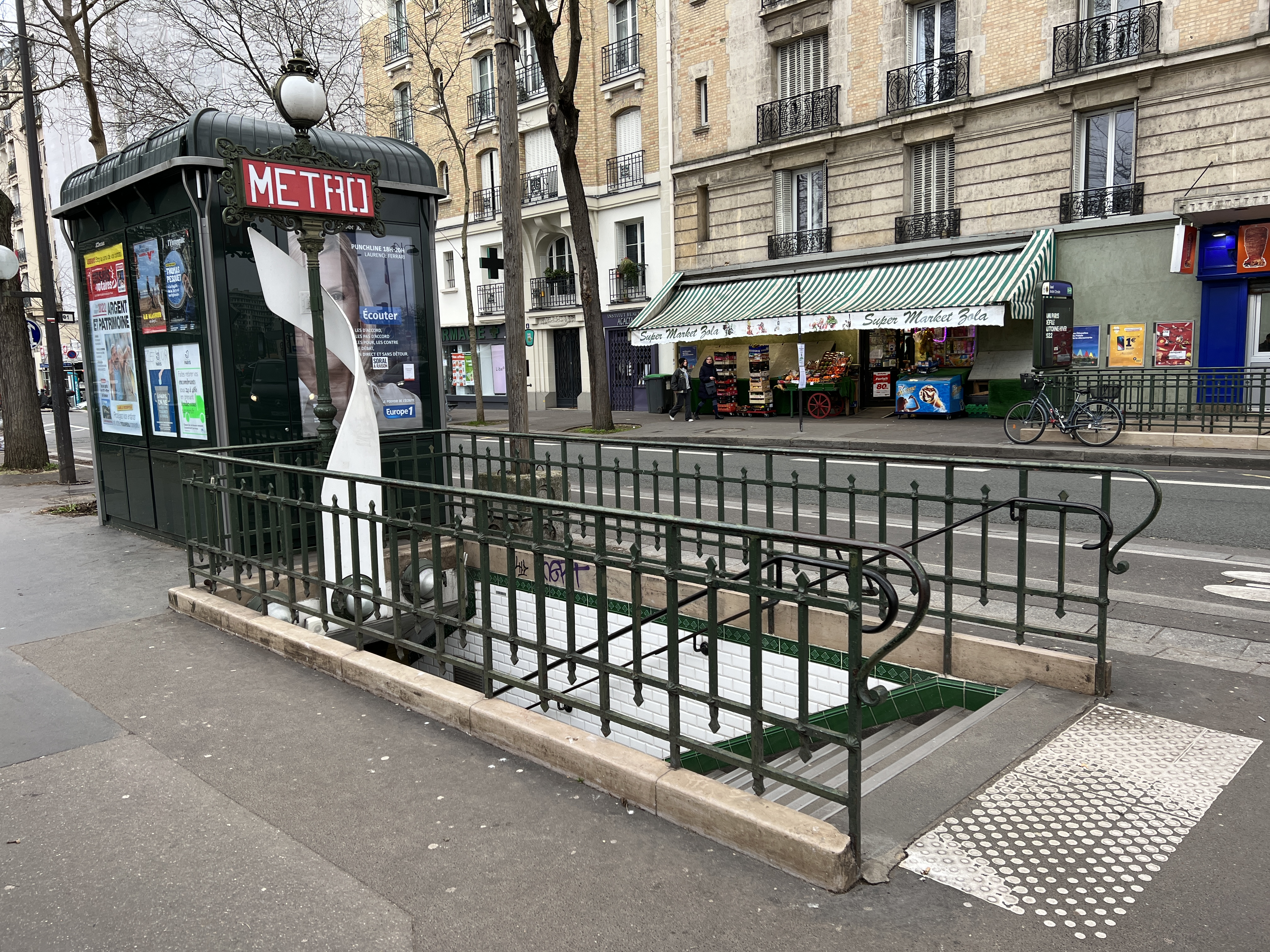
L'accès no 1, « Quai André-Citroën ».
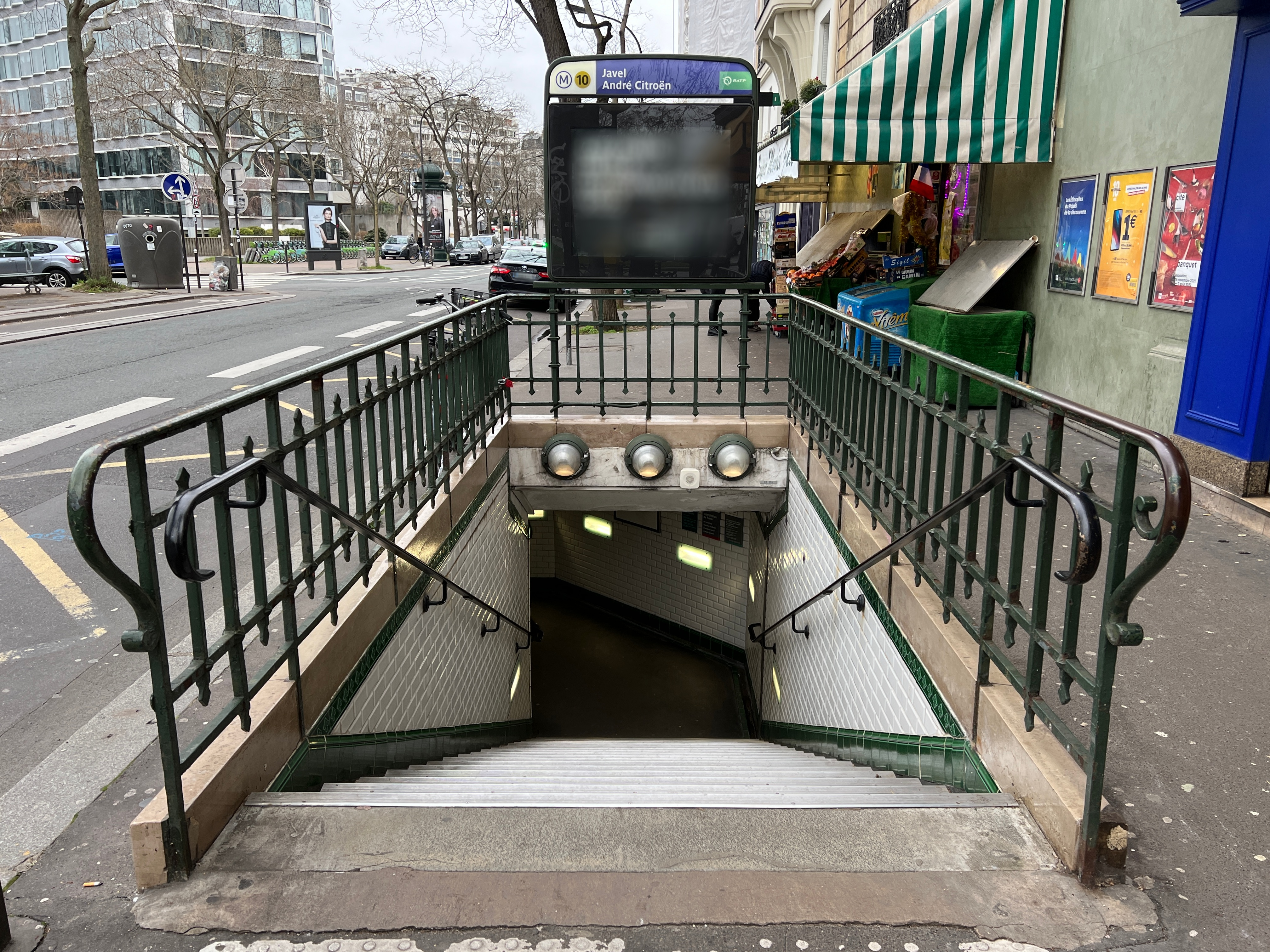
L'accès no 2, « Rue de la Convention ».
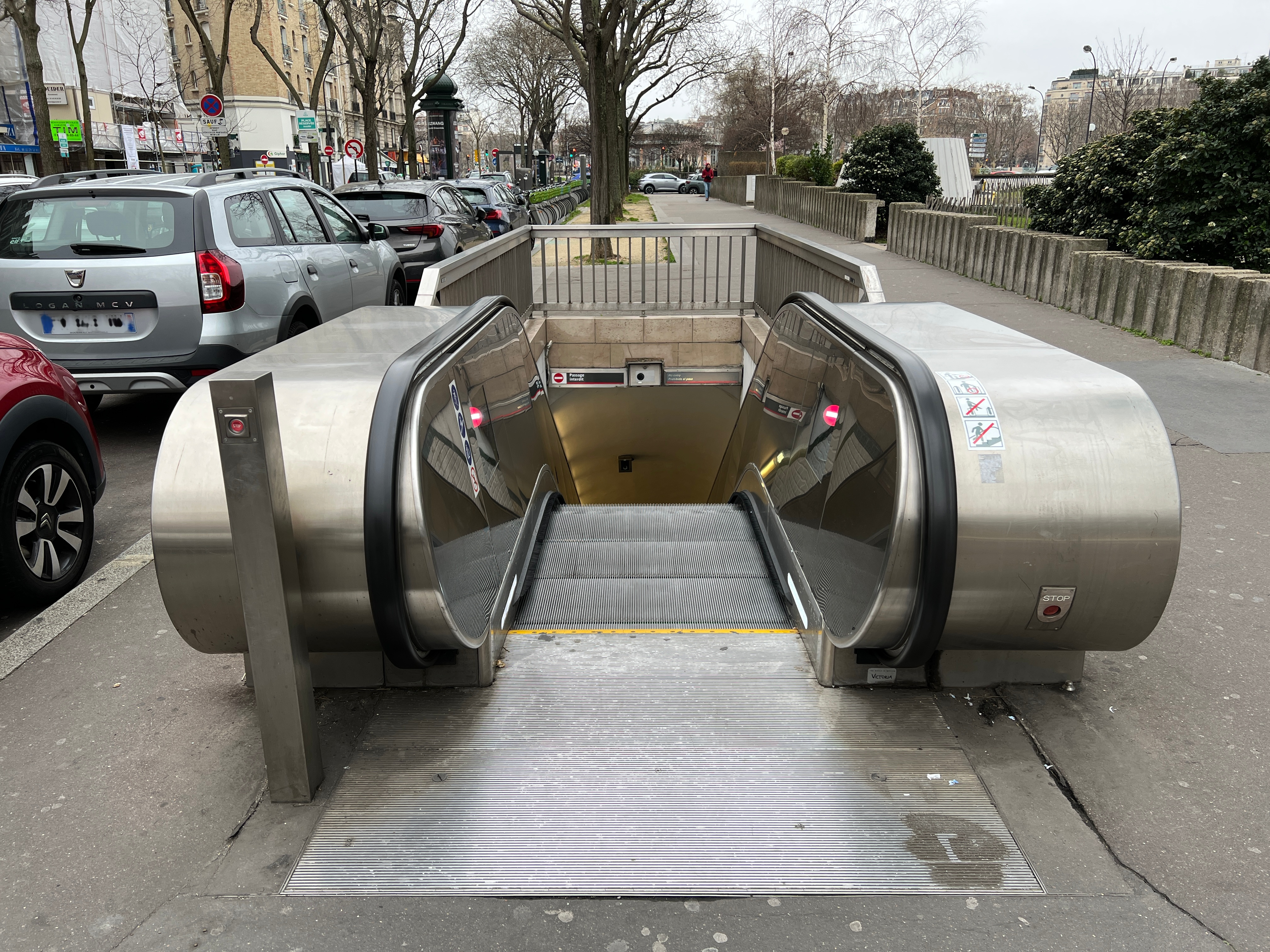
La sortie no 3, « Avenue Émile-Zola ».

L'escalier d'entrée et de sortie du quai en direction de Boulogne - Pont de Saint-Cloud est parmi les rares réseau à être établis en légère courbe.

### Quais

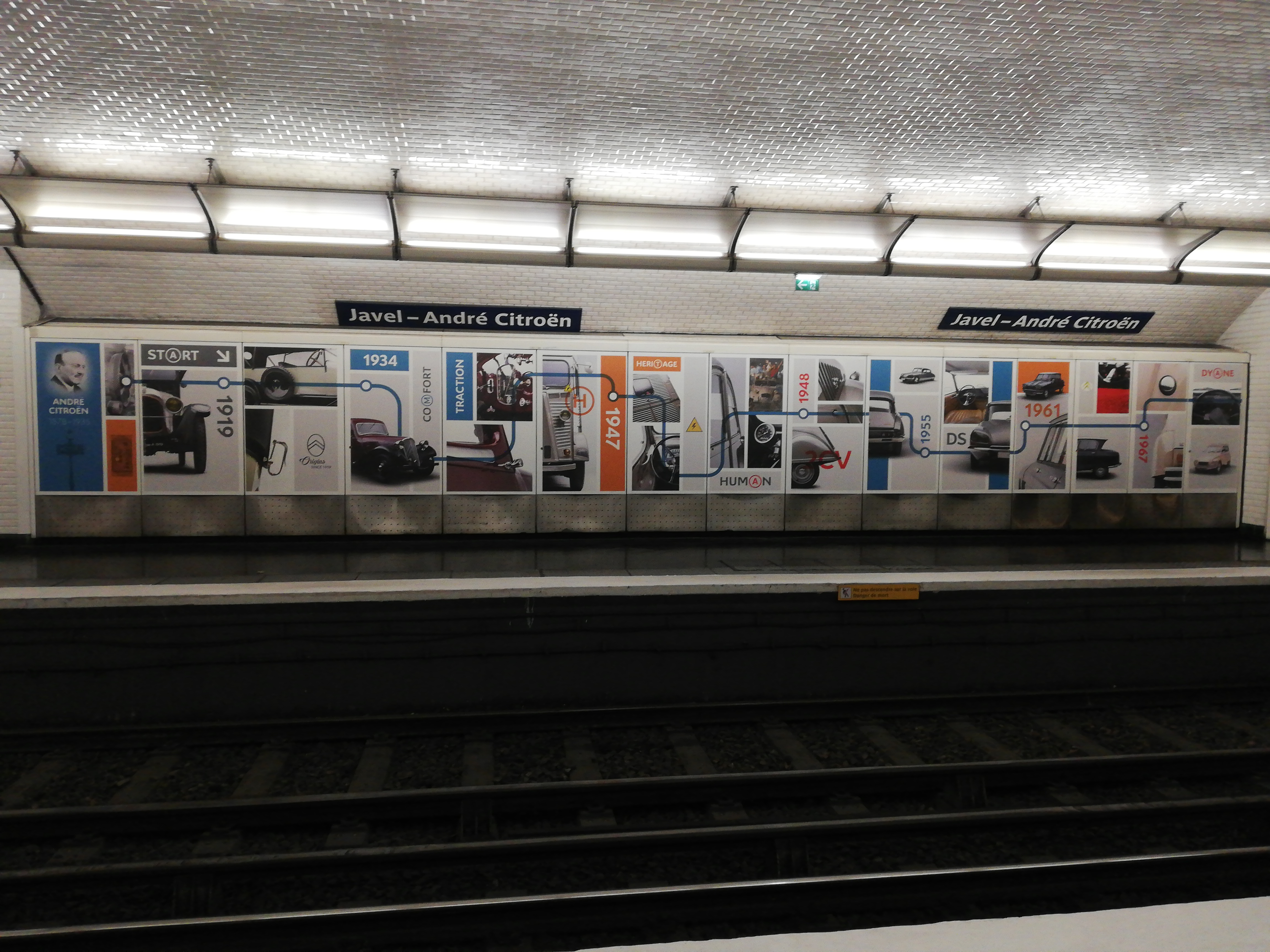
Vue de la frise chronologique dédiée à la marque Citroën.

Javel - André Citroën est une station de configuration standard pour le métro de Paris : elle possède deux quais, d'une longueur conventionnelle de 75 mètres, séparés par les voies du métro situées au centre et la voûte est elliptique. La décoration, complétée par l'aménagement culturel dédié au constructeur automobile Citroën, est du style utilisé pour la majorité des stations du métro : les bandeaux d'éclairage sont blancs et arrondis dans le style « Gaudin » du renouveau du métro des années 2000, et les carreaux en céramique blancs biseautés recouvrent les pieds-droits, la voûte ainsi que les tympans. Les cadres publicitaires sont métalliques et le nom de la station est inscrit en police de caractères Parisine sur des plaques émaillées.
Depuis 2018, les sièges de style « Motte » ont la particularité d'être argentés et non plus rouges comme ils l'étaient auparavant, afin de s'harmoniser avec l'aspect chromé du logo à chevrons de Citroën, à l'occasion de la mise en place du nouveau décor mettant la marque et son fondateur à l'honneur. Les armoires électriques à l'extrémité orientale des quais sont décorées d'une frise chronologique retraçant l'histoire de Citroën, tandis que trois écrans tactiles donnant accès à son site web sont à disposition des voyageurs sur le quai en direction de Boulogne - Pont de Saint-Cloud.

Quais de la station
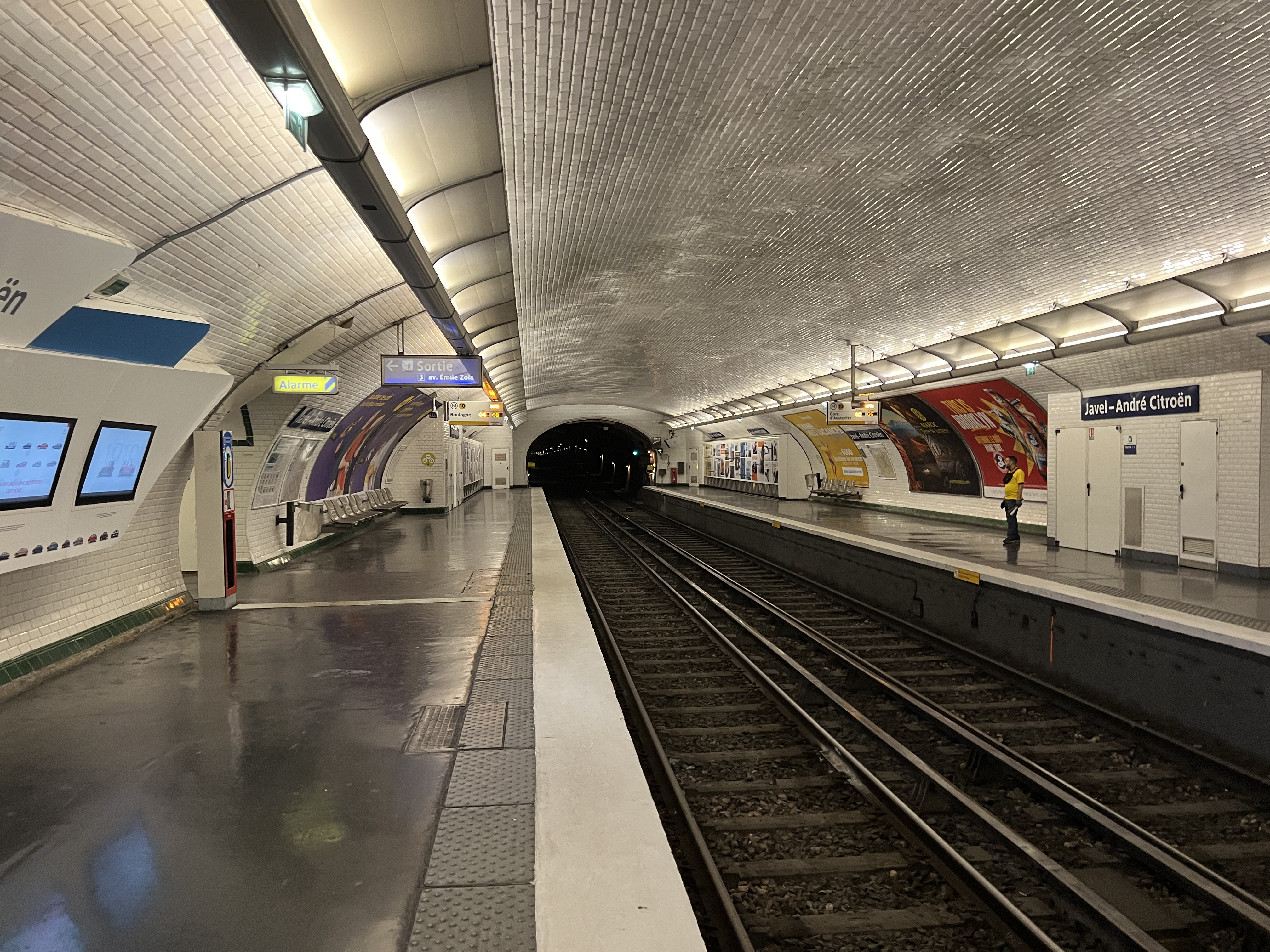
Vue des quais avec les écrans tactiles à gauche.
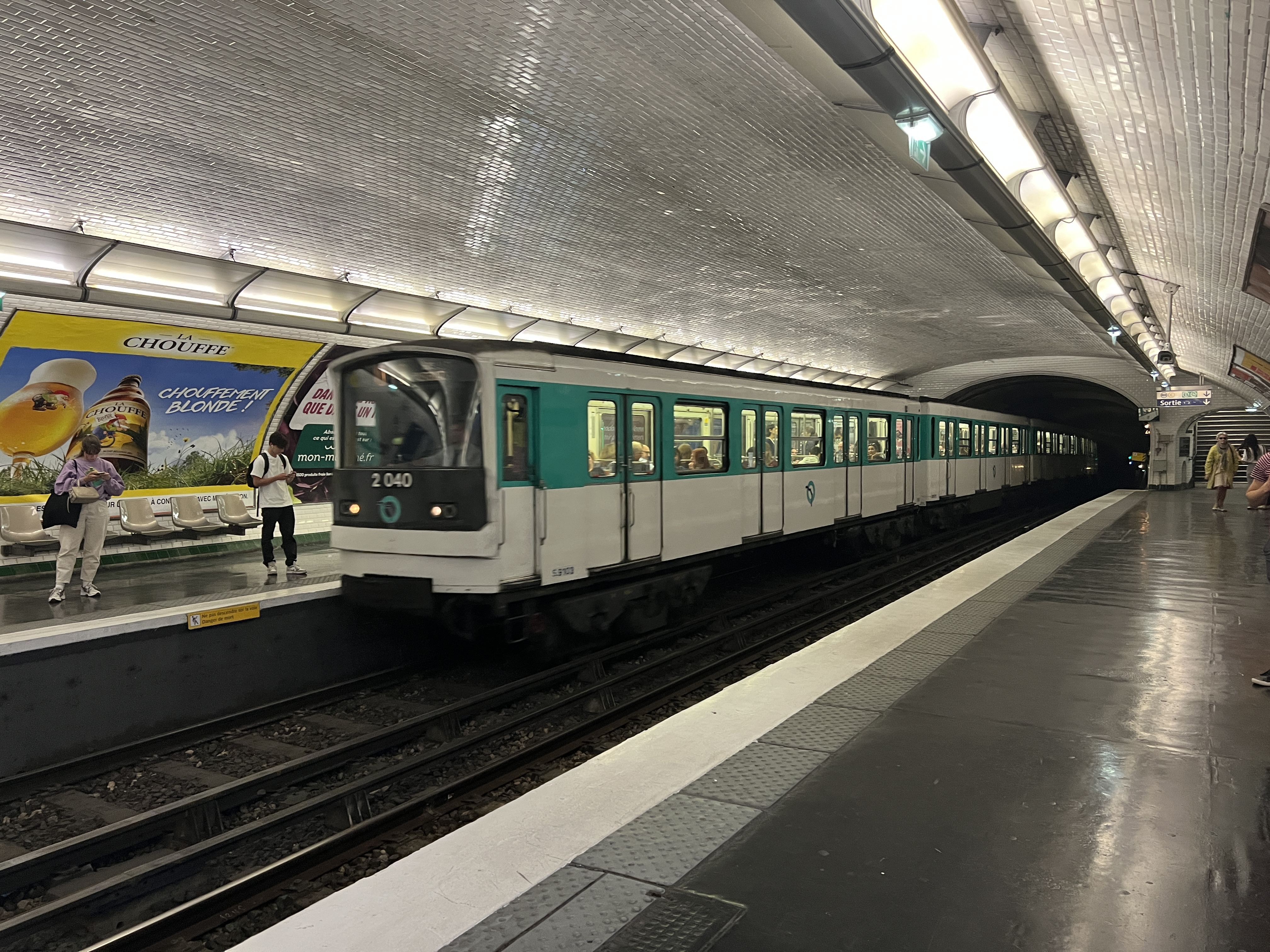
Entrée d'une rame MF 67 en direction de Gare d'Austerlitz.
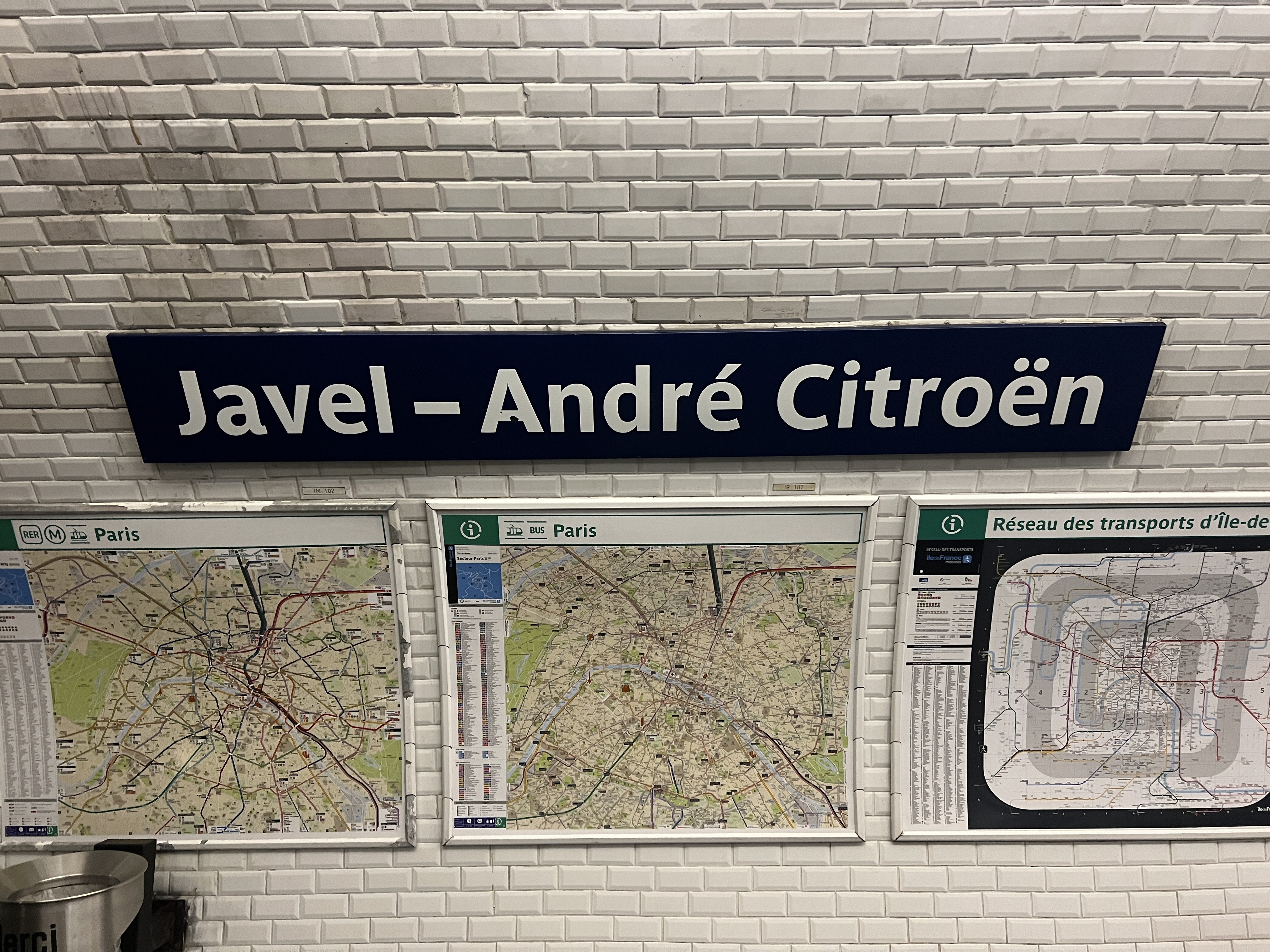
Plaque émaillée indiquant le nom de la station.

### Intermodalité
La station est desservie par les lignes 30, 62 et 88 du réseau de bus RATP et la nuit, par la ligne N160 du réseau Noctilien.
Elle est également en correspondance avec la gare de Javel du RER C par la voie publique, simplement en traversant le quai André-Citroën.

## À proximité
- Front de Seine
- Quartier de Beaugrenelle
- Jardin des Mères-et-Grands-Mères-de-la-Place-de-Mai
- Pont Mirabeau
- Ports de Paris (port de Javel)
- Église Saint-Christophe-de-Javel
- Jardin des Cévennes
- Imprimerie nationale
- Square Paul-Gilot
- Piscine Keller
- Centre commercial Beaugrenelle
- Parc André-Citroën

## Culture
La station Javel est mentionnée en 1936 dans la chanson de Charles Trenet, Y'a d'la joie.